# Gradius
Gradius (グラディウス, Guradiusu) (pronúncia japonesa: Gladius) é uma série de jogos de tiro horizontal desenvolvido em 1985 pela Konami para arcade. Lançado originalmente na Europa como Nemesis, o jogo foi adaptado para vários consoles, tendo numerosas sequências.

## Sobre o nome do jogo
Gradius é o nome do planeta tema do jogo, que é habitado por uma raça alienígena chamada Gradianos (Gradians, no original). Apesar de a Terra também aparecer no enredo do jogo, é o planeta Gradius que se destaca.

## Sinopse
Em um futuro distante, humanos e perigosas raças alienígenas se enfrentam pelos recursos dos planetas do universo. Entre os inimigos dos humanos existem os vacterions, alienígenas sedentos de poder que querem continuar a conquistar outros mundos e escravizar seus habitantes. No entanto, representantes de vários planetas, inclusive a Terra, e de um planeta chamado Gradius, resolvem colaborar entre si e enviar um guerreiro representante de cada uma de suas raças em naves espaciais com armas e muita munição, para enfrentar os vacterions.

## Jogos e Plataformas
- Gradius (1985) - Anteriores: Arcade e MSX. Nos anos 1990:  SNES, Sharp X68000, PlayStation, Sega Saturn, Famicom. Recentemente: PC, PlayStation 2.
- Salamander (1986) - Anteriores: MSX. Arcade
- Gradius 2 (1987) - Anteriores: MSX. Recentemente: PSP.
- Gradius II (1988) - Anteriores: Arcade. Recentemente: PSP.
- Gofer no Yabō Episode II (1989) - Anteriores: MSX.
- Cosmic Wars (1989) - Anteriores: NES
- Gradius III (1989) - Anteriores: Arcade.  Nos anos 1990:  SNES.
- Gradius Nemesis (1990) - Nos anos 1990: Game Boy
- Gradius: The Interstellar Assault (1991) - Nos anos 1990: Game Boy
- Vic Viper (1995) - Anteriores: Arcade.
- Salamander 2  (1996): MSX, PlayStation
- Gradius Gaiden(1997) - PlayStation. Recentemente: PSP.
- Solar Assault (1997) - PlayStation e Game Boy
- Gradius IV (1999) : PlayStation. Recentemente: PlayStation 2
- Gradius Galaxies (2001): Game Boy Advance
- Gradius Neo (2004): Celular
- Gradius V (2004): PlayStation 2
- Gradius Neo Imperial (2005): Celular
- Gradius ReBirth (2008): Wii(Ware)
- Gradius Arc (2010): PlayStation 3(PlayStation Move)